# Lophophanes
Lophophanes és un gènere d'ocells de la família dels pàrids (Paridae).

## Taxonomia
El gènere Lophophanes va ser introduït el 1829 pel naturalista alemany Johann Jakob Kaup amb Parus cristatus, Linnaeus, 1758, com a espècie tipus. El nom del gènere prové del grec antic «lophos» que significa “cresta”  i «phaino», “mostrar”.
El gènere anteriorment era sinònim amb el gènere Parus, però basant-se en els resultats d'un estudi filogenètic molecular publicat el 2005, el gènere va ser ressuscitat per contenir les espècies que el componen avui en dia.
Segons la Classificació del Congrés Ornitològic Internacional (versió 15.1, 2025) aquest gènere està format per dues espècies:
- Lophophanes cristatus - mallerenga emplomallada europea.
- Lophophanes dichrous - mallerenga emplomallada asiàtica.